# 千住警察署
千住警察署（せんじゅけいさつしょ）は、日本の東京都にある警視庁が管轄する警察署の一つである。第六方面本部所属。
足立区の南部を管轄している。
署員数およそ210名、識別章所属表示はSH。

## 所在地
- 東京都足立区千住一丁目38番1号
  - 最寄駅：東日本旅客鉄道常磐線・東武鉄道伊勢崎線・東京地下鉄日比谷線・千代田線・首都圏新都市鉄道つくばエクスプレス線 北千住駅

## 管轄区域
足立区のうち、千住地域の全部を管轄。町丁の配列は五十音順。
- 千住一・二・三・四・五丁目

- 千住曙町
- 千住旭町
- 千住東一・二丁目
- 千住大川町
- 千住河原町
- 千住寿町
- 千住桜木一・二丁目
- 千住関屋町
- 千住龍田町

- 千住中居町
- 千住仲町
- 千住橋戸町
- 千住緑町一・二・三丁目
- 千住宮元町
- 千住元町
- 千住柳町
- 日ノ出町
- 柳原一・二丁目

## 沿革
- 1875年（明治8年）12月：千住警察署開設。
- 1936年（昭和11年）12月：西新井警察署、本署より分離設置。

## 組織
- 警務課
- 交通課
- 警備課
- 地域課
- 刑事組織犯罪対策課
- 生活安全課

## 交番
- 旭町交番（足立区千住東二丁目21番8号）
- 北千住駅西口交番（足立区千住二丁目86番地）
- 千住四丁目交番（足立区千住四丁目9番2号）
- 桜木町交番（足立区千住元町38番7号）
- 大橋交番（足立区千住橋戸町36番地）
- 緑町交番（足立区千住緑町二丁目3番28号）
- 北千住駅東口交番（足立区千住旭町4番6号）
- 曙町交番（足立区千住曙町41番4号）

駐在所はなし。

## 廃止された交番
- 柳町交番（足立区千住柳町）
- 大師道交番（足立区千住宮元町14番1号）2007年（平成19年）3月で大橋交番に統合され廃止。現在は大師道地域安全センターとなっている。

## 協力団体
- 千住防犯協会
- 千住交通安全協会
- 千住懇話会

## その他
- 警察署の地下を東京メトロ千代田線が通っている。
- 1969年、署員が留置場内で騒いでいた留置人を逆エビ型に縛り上げたことが問題視され、署員が特別公務員暴行罪で起訴された[1]。